# Eleusine
Eleusine, deutsch auch Korakan genannt, ist eine Pflanzengattung innerhalb der Familie der Süßgräser (Poaceae). Die etwa zehn Arten sind fast weltweit verbreitet, mit Verbreitungsschwerpunkt im tropischen Afrika. Zur Gattung gehört die Getreideart Fingerhirse (Eleusine coracana) und mit Eleusine indica ein heute weltweit verbreitetes, gefürchtetes „Unkraut“.

## Beschreibung

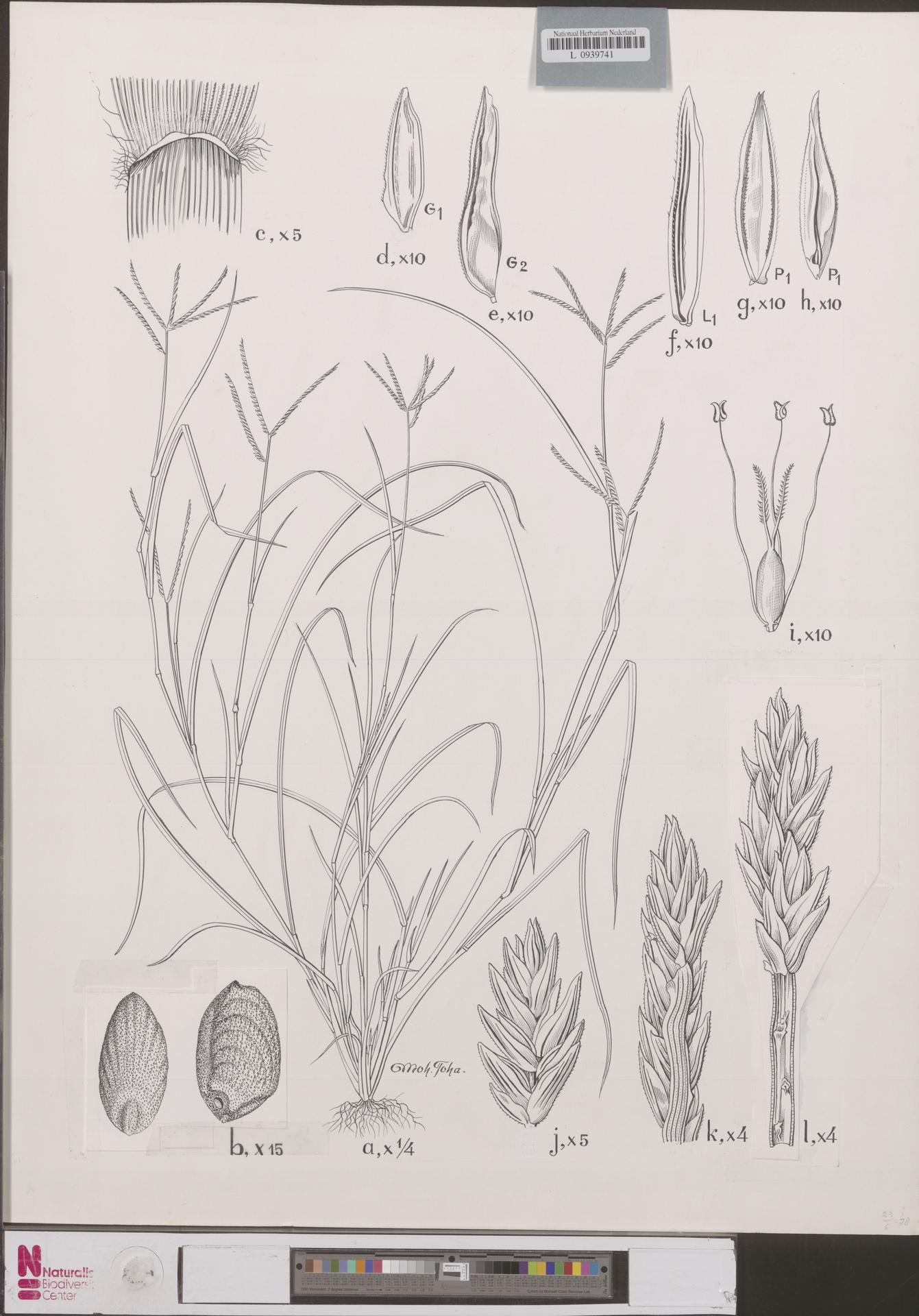
Illustration von Eleusine indica

### Vegetative Merkmale
Bei Eleusine-Arten handelt es sich teilweise um einjährige, teilweise um ausdauernde krautige Pflanzen. Es sind in der Regel horstförmig wachsende Gräser. Am Halm wechseln kurze und lange Internodien, die Laubblätter stehen dadurch gehäuft, teilweise scheinbar gegenständig. Die Blattspreite ist meist schmal, das Blatthäutchen kurz, häutig und oft bewimpert. 

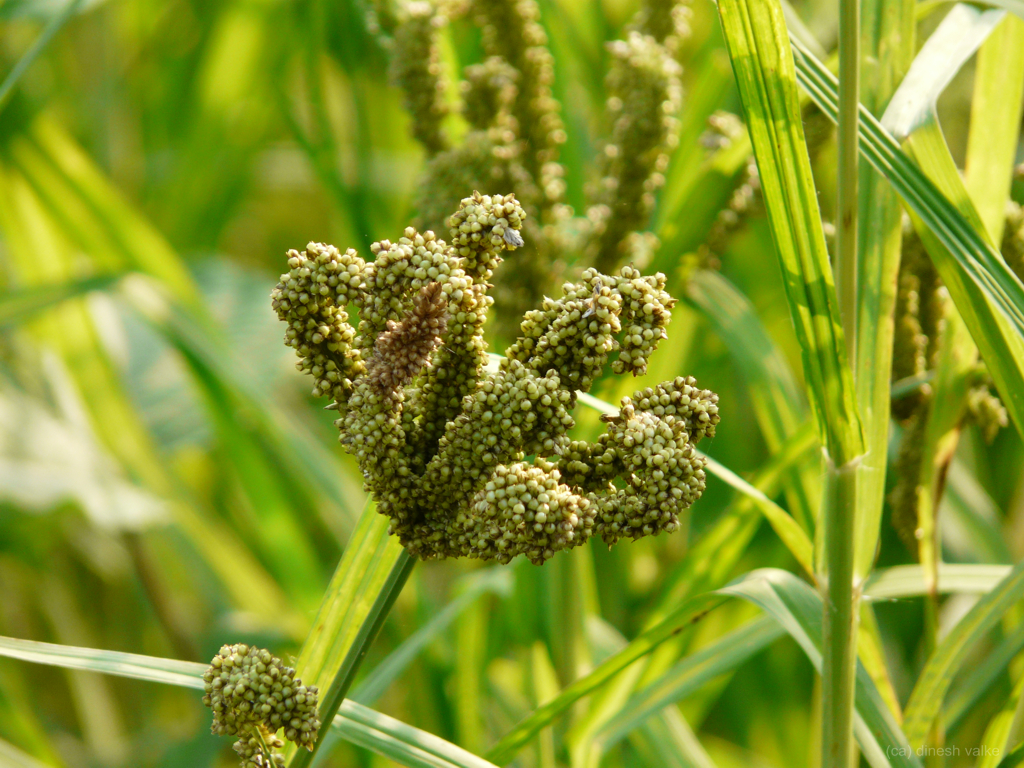
Fruchtstand der Fingerhirse

### Generative Merkmale
Der Blütenstand besteht aus mehreren, fingerförmigen (am Halmende von einem Punkt aus verzweigten) Ähren (selten ausnahmsweise nur eine vorhanden), oder dieser ist traubig, dann aber fast fingerförmig am Halmende gehäuft. Die Ährchen sind sitzend an der abaxialen Seite der Achse (Rhachis), schräg aufrecht der Rhachis anliegend, meist überlappend, sie sind seitlich zusammengedrückt. Alle Spelzen sind grannenlos. Hüll- und Deckspelzen sind gekielt, der Kiel der Deckspelze kann schmal geflügelt sein. Die Hüllspelzen sind kürzer als das Ährchen, dieses ist mindestens zwei- bis dreiblütig. 
Bei Fruchtreife werden die Früchte (Karyopsen), mit Ausnahme der Kulturpflanze Eleusine coracana, durch Zerbrechen der Ährchenspindel freigesetzt. Das Perikarp der Körner löst sich leicht ab, die Körner sind auf der Oberfläche deutlich durch oft warzig strukturierte Querstreifen oder Querkiele ausgezeichnet.

## Systematik
Die Gattung Eleusine wurde 1788 durch Joseph Gärtner aufgestellt. Der Name der Gattung Eleusine geht zurück auf die Mysterien von Eleusis, die mit den Göttinnen Demeter und Persephone und damit der Fruchtbarkeit, vor allem dem Getreideanbau, verbunden sind. 

### Arten, Verbreitung und ihre Bedeutung für den Menschen
Die Gattung umfasst, je nach Abgrenzung und Auffassung, etwa acht bis zehn Arten. Von diesen ist die Unkrautart Eleusine indica heute in tropischen und subtropischen Breiten weltweit verschleppt und überall ein gefürchtetes Unkraut in landwirtschaftlichen Kulturen, von dem viele Populationen resistent gegen Glyphosat und andere Herbizide sind. Die Getreideart Fingerhirse gehört zu den wichtigsten Getreiden in tropischen Breiten mit semiaridem Klima, vor allem in Afrika und in Indien, sie wird aber vorwiegend in Subsistenzwirtschaft angebaut.
Es gibt folgende Arten:
- Eleusine africana Kenn.-O'Byrne: Sie kommt von Afrika bis zur Arabischen Halbinsel vor.[3]
- Fingerhirse (Eleusine coracana (L.) Gaertn.)
- Eleusine floccifolia Spreng.: Sie kommt im nordöstlichen tropischen Afrika und auf der südwestlichen Arabischen Halbinsel vor.[3]
- Wilder Korakan (Eleusine indica (L.) Gaertn.), auch Indische Fingerhirse genannt: Er ist in den Tropen und Subtropen der Alten Welt weitverbreitet.[3]
- Eleusine intermedia (Chiov.) S.M.Phillips: Sie kommt von Äthiopien bis Kenia vor.[3]
- Eleusine jaegeri Pilg.: Sie kommt in Äthiopien, Kenia, Tansania und Uganda vor.[3]
- Eleusine kigeziensis S.M.Phillips: Sie kommt von Äthiopien bis zum östlichen und zentralen tropischen Afrika vor.[3]
- Eleusine multiflora Hochst. ex A.Rich.: Sie kommt im östlichen und nordöstlichen tropischen Afrika und auf der Arabischen Halbinsel vor.[3]
- Eleusine semisterilis S.M.Phillips: Von ihr ist nur das Typusmaterial aus Kenia bekannt.
- Dreiähriger Korakan (Eleusine tristachya (Lam.) Lam.):[1] Er kommt von Brasilien bis zum südlichen Südamerika vor.[3] Er wurde selten und unbeständig eingeschleppt in Deutschland, Österreich und in den Niederlanden beobachtet.[1]

### Phylogenie und Genetik
Die Chromosomengrundzahlen bei Eleusine-Arten betragen x = 8, 9 oder 10. Während die meisten Arten diploid sind, sind drei allotetraploid, das bedeutet, dass sie ihre Entstehung einer Hybridisierung zwischen zwei nahe verwandten Arten, mit Verdoppelung des Chromosomensatzes, verdanken. Von Eleusine indica sind sowohl diploide wie auch tetraploide Populationen bekannt. Zu den allotetraploiden Arten gehört, neben ihrer vermuteten wilden Stammform Eleusine africana, die Fingerhirse. Während als eine vermutliche Elternart Eleusine indica (oder deren gemeinsamer Vorfahr mit Eleusine tristachya) identifiziert werden konnte, ist die andere umstritten, möglicherweise handelt es sich um eine heute ausgestorbene Art. Die Situation wird dadurch noch verkompliziert, dass, insbesondere in Afrika, wilde und Kultursippen (vor allem Landrassen) auch heute noch miteinander hybridisieren.
Bei phylogenomischen Analysen (Analyse der Verwandtschaft durch den Vergleich der Sequenzen homologer DNA-Sequenzen) erwies sich die Gattung als monophyletisch. Als Schwestergruppe wurden Arten der afrikanischen Gattungen Coelachyrum und Apochiton identifiziert, eine nähere Verwandtschaft mit Gattungen wie Acrachne und Dinebra, die aufgrund morphologischer Merkmale vermutet wurde, ist danach nicht gesichert. Mit einer Reihe ähnlicher Gattungen, darunter die Hundszahngräser (Cynodon) gehört sie zu einer Gruppe, die als Subtribus Eleusininae gefasst worden ist. Die amerikanische Eleusine tristachya ist sehr nahe mit der ursprünglich afrikanischen und südasiatischen Eleusine indica verwandt, so dass angenommen wird, dass sie auf eine vergleichsweise kurz zurückliegende, natürliche Fernverbreitung von Samen über den Atlantik hinweg zurückgehen könnte.